# Mikveh Israel

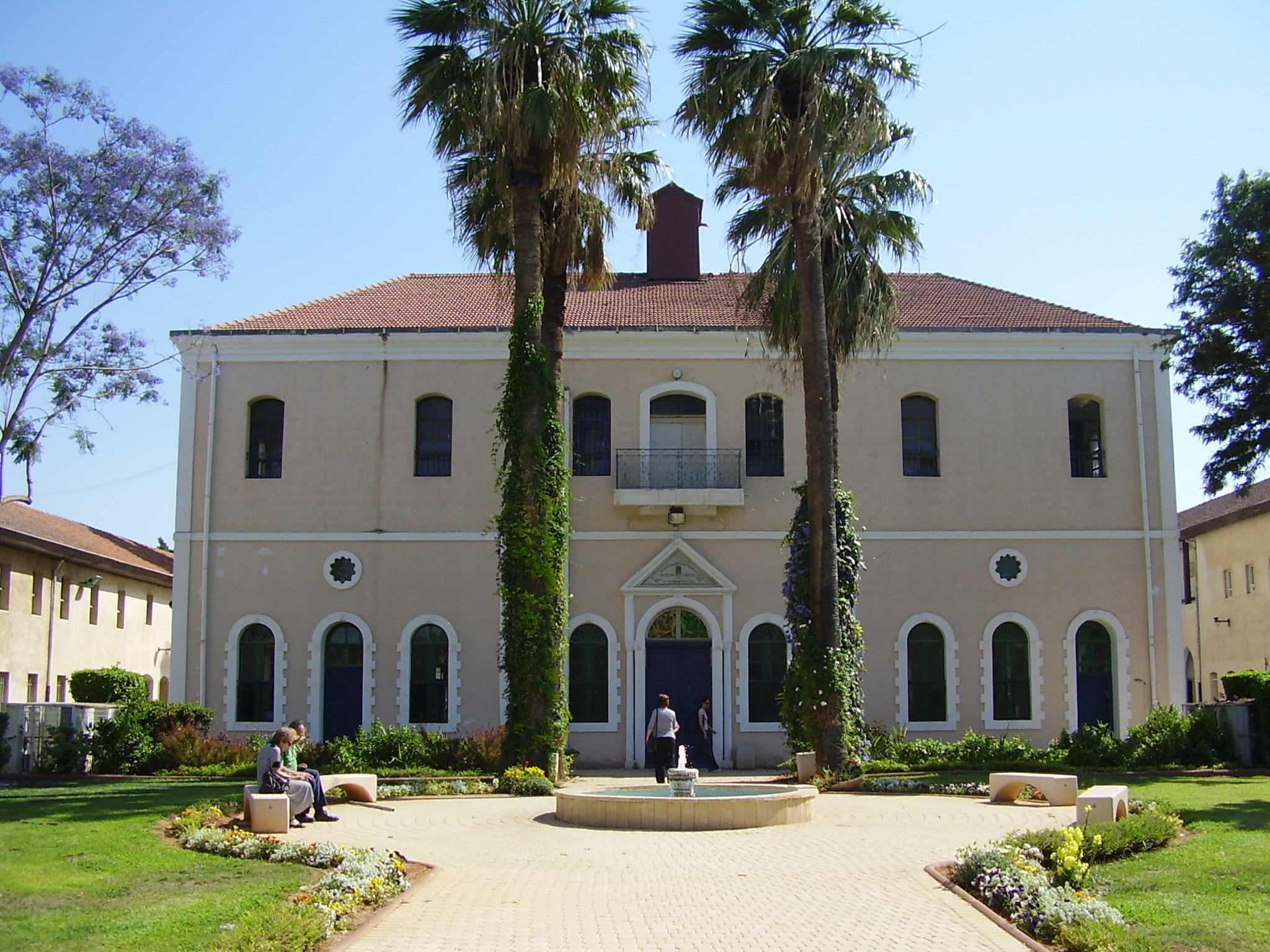
Sede

Mikveh Israel (מקוה ישראל; "Speranza di Israele") fu la prima scuola ebraica di agricoltura in Palestina. Il nome deriva da due passaggi nel Libro di Geremia - Jeremia 14:8 e 17:13. Fu proposto da Wolf Grinstein, uno dei primi studenti della scuola, che in seguito insegnò lì.
Charles Netter della Alleanza israelitica universale fondò la scuola nel 1870 su un pezzo di terra a sud-est di Tel-Aviv, affittata dal Sultano Turco. Netter fu il primo direttore. In seguito, il barone Edmond James de Rothschild contribuì al mantenimento della scuola.